# Athysanella hemijona
Athysanella hemijona är en insektsart som beskrevs av Blocker 1988 . Athysanella hemijona ingår i släktet Athysanella och familjen dvärgstritar. Inga underarter finns listade i Catalogue of Life.